# Ponos
Ponos je emocija ili osjećaj velikoga zadovoljstva samim sobom, te poštovanje samog sebe u "cjelini". 
Proizlazi iz (subjektivne) spoznaje, da se učinilo ili sudjelovalo u nečem posebnom ili pohvalnom.
Poput nevolje, gađenja, straha, tuge, iznenađenja i zadovoljstva, ponos spada u osnovne emocije koje su prirođene i ne nastaju kroz odgoj.